# 松下純土
松下 純土（まつした じゅんと、1991年5月3日 - ）は、東京都小金井市出身の元サッカー選手。

## 来歴
中学時代は三菱養和SC調布Jrユースに所属。ユースへの昇格は出来ず、文武両道を掲げる國學院大學久我山高校へ進学。2年時には全国高校選手権に出場。高校卒業後は文武両道の継続を目標に慶應義塾大学総合政策学部 へ進学。ソッカー部では2年時に関東大学選抜Aに選出され、3・4年時には全日本大学選抜に選出される。また4年時に主将を務めた。
2014年、松本山雅FCへ加入。同年9月、FC町田ゼルビアへ期限付き移籍。
2016年11月10日に2016年シーズン限りでの現役引退を表明した。

## 所属クラブ
- 1999年 - 2003年 EFCロケッツ
- 2004年 - 2006年 三菱養和SC調布Jrユース
- 2007年 - 2009年 國學院大學久我山高等学校
- 2010年 - 2013年 慶應義塾大学
- 2014年 - 2016年  松本山雅FC
  - 2014年9月 - 2016年  FC町田ゼルビア (期限付き移籍)

## 個人成績
| 国内大会個人成績 | 国内大会個人成績 | 国内大会個人成績 | 国内大会個人成績 | 国内大会個人成績 | 国内大会個人成績 | 国内大会個人成績 | 国内大会個人成績 | 国内大会個人成績 | 国内大会個人成績 | 国内大会個人成績 | 国内大会個人成績 |
| 年度             | クラブ           | 背番号           | リーグ           | リーグ戦         | リーグ戦         | リーグ杯         | リーグ杯         | オープン杯       | オープン杯       | 期間通算         | 期間通算         |
| 年度             | クラブ           | 背番号           | リーグ           | 出場             | 得点             | 出場             | 得点             | 出場             | 得点             | 出場             | 得点             |
| 日本             | 日本             | 日本             | 日本             | リーグ戦         | リーグ戦         | リーグ杯         | リーグ杯         | 天皇杯           | 天皇杯           | 期間通算         | 期間通算         |
| ---------------- | ---------------- | ---------------- | ---------------- | ---------------- | ---------------- | ---------------- | ---------------- | ---------------- | ---------------- | ---------------- | ---------------- |
| 2014             | 松本             | 29               | J2               | 0                | 0                | -                | -                | 0                | 0                | 0                | 0                |
| 2014             | 町田             | 20               | J3               | 5                | 0                | -                | -                | -                | -                | 5                | 0                |
| 2015             | 町田             | 20               | J3               | 11               | 0                | -                | -                | 3                | 0                | 14               | 0                |
| 2016             | 町田             | 20               | J2               | 4                | 0                | -                | -                | 1                | 0                | 5                | 0                |
| 通算             | 日本             | 日本             | J2               | 4                | 0                | -                | -                | 1                | 0                | 5                | 0                |
| 通算             | 日本             | 日本             | J3               | 16               | 0                | -                | -                | 3                | 0                | 19               | 0                |
| 総通算           | 総通算           | 総通算           | 総通算           | 20               | 0                | -                | -                | 4                | 0                | 24               | 0                |

その他の公式戦
- 2015年
  - J2・J3入れ替え戦 2試合0得点
  - 東京都サッカートーナメント 2試合0得点
- Jリーグ初出場 - 2014年10月19日 J3第29節 対グルージャ盛岡（盛岡南公園球技場）

## 代表歴
- 関東大学選抜A（2011年度デンソーチャレンジカップ）
- 全日本大学選抜（2012年、2013年）